# Borsad
Borsad ist eine Stadt im indischen Bundesstaat Gujarat.
Die Stadt ist Teil des Distrikts Anand. Borsad hat den Status einer Municipality (Nagar Palika). Die Stadt ist in 12 Wards gegliedert. Sie hatte am Stichtag der Volkszählung 2011 insgesamt 63.377 Einwohner, von denen 32.798 Männer und 30.579 Frauen waren. Hindus bilden mit einem Anteil von ca. 59 % die größte Gruppe der Bevölkerung in der Stadt gefolgt von Muslimen mit ca. 27 %. Die Alphabetisierungsrate lag 2011 bei 88,05 %.